# Caspar Bowden

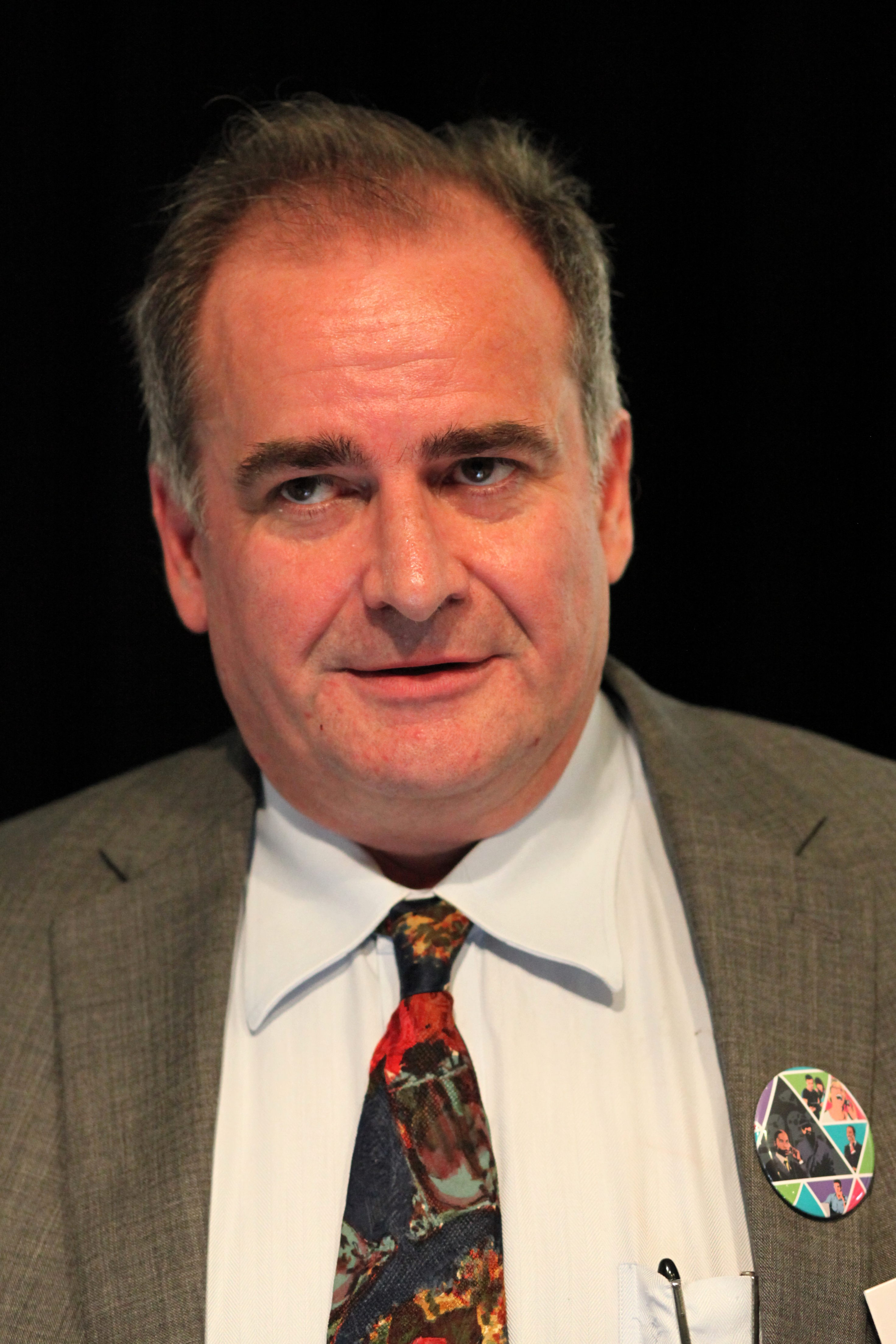
Caspar Bowden, 2013

Caspar Pemberton Scott Bowden (* 19. August 1961; † 9. Juli 2015 in Le Midi) war ein britischer Datenschutzexperte und Aktivist. Zwischen 2002 und 2011 war er Datenschutzberater (chief privacy adviser) von Microsoft.  Seit 2011 arbeitete er als unabhängiger Experte. Beim  Tor-Projekt war er als Direktor tätig. Bowden beriet das Europäische Parlament in Sachen Datenschutz und Internet.

## Leben
Bowden studierte am Magdalene College der University of Cambridge Mathematik. Nach seinem Studium arbeitete er als Freiberufler. Später gründete er den Think Tank Foundation for Information Policy Research (FIPR). Daneben begann er eine Tätigkeit als Mathematiker bei Goldman Sachs und war Berater der Labour Scientist Society, einer Organisation der Labour Party. Im Jahr 2002 wechselte er zu Microsoft und war dort für Angelegenheiten rund um die Privatsphäre zuständig. Durch das Studium verschiedener Gesetze und anderer Regelungen erkannte er die Überwachungsmöglichkeiten, die diese Regelungen boten. Edward Snowden machte im Juni 2013 das PRISM-Programm öffentlich. Das Programm entsprach dem, was Bowden vorhergesagt hatte. 
Bowden starb am 9. Juli 2015 im Alter von 53 Jahren in Südfrankreich an den Folgen einer Erkrankung an schwarzem Hautkrebs.